# Sidoharjo (Wedarijaksa)
Sidoharjo is een bestuurslaag in het regentschap Pati van de provincie Midden-Java, Indonesië. Sidoharjo telt 2132 inwoners (volkstelling 2010).